# 마이클 캐시디
마이클 캐시디(Michael Cassidy, 1983년 3월 30일 ~ )는 미국의 배우이다.

## 출연 작품
- 2021년 《아미 오브 더 데드》 - 캐시디 역